# Izalco
Pour l’article homonyme, voir Izalco (volcan).
Izalco est une municipalité située dans le département de Sonsonate au Salvador.
Elle est située à 8 km au sud du volcan du même nom, inactif depuis 1996.
La population était de 70 959 habitants en 2007.
Izalco a été l'un des sites les plus touchés par le soulèvement paysan de 1932. Cependant, dans la municipalité se manifestent diverses traditions populaires, représentatives du syncrétisme entre les cultures préhispaniques et européennes. Izalco est l'un des derniers endroits où quelques personnes parlent encore la langue nahuatl. Dans le cadre d'un projet financé par la Fundación Círculo Solidario, le Nahuat est maintenant enseigné dans une école d'Izalco (école Dr. Mario Calvo Marroquin).